# Noemí Font
Noemí Font és una activista pels drets dels infants i mestra d'educació primària, promotora de la primera cursa per a infants amb caminadors de menys de dos quilòmetres a Catalunya.
Mestra de primària, ha fet classes de música, de tutoria i d'educació especial. Font és mare d'una nena, Emma Joana, que va néixer el 2015 amb espina bífida, el que li provoca problemes de mobilitat però cap afectació cognitiva. Es desplaça amb caminador o cadira de rodes.
A finals de la dècada del 2010 va començar a denunciar a través dels mitjans de comunicació que no es respectava el dret a l'escolaritat inclusiva ni el suport per potenciar el desenvolupament acadèmic, personal i social dels infants amb alguna discapacitat. El 2017 va aconseguir que la seva filla fos la primera nena de Catalunya a tenir assistència sanitària a l'aula.
Va demanar insistentment al Departament d'Educació i al Consorci d'Educació més minuts de reforç per part de la vetlladora, suport a l'esbarjo o la possibilitat d'anar a colònies. També va denunciar que a Barcelona hi havia només 10 de les 1.000 àrees de joc accessibles, amb rampes, mentre que hi havia 100 espais per gossos, així com la manca d'accessibilitat de la Rambla de Barcelona. A finals del 2020 va aconseguir que l'Ajuntament de Barcelona posés al seu barri un parc amb una rampa accessible.
Amb tenacitat va impulsar la primera cursa per a infants amb caminadors a l'avinguda de la Catedral de Barcelona el 14 d'agost del 2021 durant les Festes de Sant Roc de la Plaça Nova. Es va inspirar amb una associació de Sevilla anomenada Carros de Fuegos. El recorregut va ser d'entre 10 i 30 metres, amb diverses sortides on cada família podia decidir la distància a recórrer. En buscar patrocinadors per donar una bossa per cada participant hi va haver una onada de solidaritat. L'objectiu de la cursa era visibilitzar la falta d'espais i recursos pels infants amb mobilitat reduïda. Aquesta va ser la primera d'un seguit de curses similars, com la de l'Eixample Esquerra l'octubre del 2021 o la de Sant Andreu el desembre del 2021. El 7 de novembre del 2021 se'n va fer una a Girona. El gener del 2022 ja se n'havien fet 12 més.
La manca d'accessibilitat del seu pis va fer que el 2021 es traslladessin d'un pis de la Sagrada Família amb un ascensor vell sense capacitat per una cadira de rodes, a un altre pis al Maresme accessible.
El 2021 va publicar La revolució Shiwa (Excellence Editorial) un conte protagonitzat per una nena amb mobilitat reduïda. Els beneficis del llibre es van destinar a la recerca sobre espina bífida en infants a l'Hospital Vall d'Hebron.